# Župnija Ribnica na Pohorju
Župnija Ribnica na Pohorju je rimskokatoliška teritorialna župnija dekanije Radlje-Vuzenica koroškega naddekanata, ki je del nadškofije Maribor.
Župnijska cerkev je cerkev sv. Jerneja. 
Podružnične cerkve:
- sv. Bolfenk, Hudi Kot
- sv. Janez Krstnik, Janževski Vrh
- sv. Jožef, delavec, Josipdol
- sv. Lenart, Ribnica
- sv. Marija Vnebovzeta in sv. Maksimilijan Kolbe, Janževski vrh